# 灯塔路街道
灯塔路街道，是中华人民共和国河南省安陽市北关区下辖的一个乡镇级行政单位。

## 行政区划
灯塔路街道下辖以下地区：
光辉路社区、灯东社区、轻机南社区、新市民街社区、红星社区和霍家村社区。